# Ötvösök bástyája
Az Ötvösök bástyája vagy Aranyművesek bástyája (románul: Bastionul Aurarilor, németül: Goldschmiedbastei) Brassó város középkori védőfalának utolsóként épített bástyája volt. 1639–1641 között húzták fel, és 1886-ban bontották le. A brassói városerőd északkeleti falának része volt, jelenleg itt helyezkedik el a brassói egyetem „T” szárnya (az egykori Főreál épülete). Ez az egyetlen brassói erődítmény, melynek építéséről részletes krónikát írtak.

## Története
Brassó északkeleti oldalán, a Kapu utcai kapu és a Kolostor utcai kapu közötti 650 méteres szakaszt csak kettős várfal védte, előttük egészen a 17. századig csak egy egyszerű, tövises növényekkel befutott védősánc volt, melynek tetejére néhány ágyút helyeztek. A töltés mögött a posztókészítők állványai álltak, melyeken a szöveteket szárították. 1612-ben Michael Weiss városbíró Báthory Gábor esetleges ostromától tartva még egy külső északkeleti várfal építését határozta el, de a terv a földvári csata és Michael Weiss halála miatt megvalósítatlan maradt. Később ismét felvetették az ötletet, és 1632-ben a brassói aranyműves mesterek úgy döntöttek, hogy egy bástyát is építenek a tervezett falba. Az aranyművesek, a város egyik legnagyobb és leggazdagabb céhe, korábban a nagy keleti sarokbástyát, a későbbi Szövetkészítők bástyáját védték, de ez idővel túl kicsi lett számukra.
Az 1633-as pestisjárvány miatt az építkezést csak 1639-ben tudták elkezdeni. A munka menetét Beschreibung der Bau, so vom Kloster-Tor bis Portzel-Tor ist gebaut worden címen jegyezték le; ez az egyetlen brassói erődítmény, melynek építéséről krónikát írtak. Ebben feljegyezték, hogy a bástya alapjait a környező falvak, Szunyogszék, Zernest, és Tohán lakosai ásták ki, a homokot ugyancsak a környező falvakban élők hozták, a köveket és a meszet Óbrassó és Hétfalu lakói szállították. Az építésnél újbrassói, bolgárszegi, és bolonyai polgárok segédkeztek.
A bástya és a falszakasz 1641-ben készült el – három év, összesen 301 munkanap alatt. A város 1646. október 20-án ünnepélyesen átadta a bástyát és a mögötte kialakított zwingert az aranyműves céhnek „örökké tartó védelemre és karbantartásra”; ugyanebből az alkalomból a keleti sarokbástya védelmével a szövetkészítőket bízták meg. Az új erődítmények első használatára az 1658-as török-tatár betörés nyújtott alkalmat: az ellenséges sereg több erdélyi várost feldúlt és közel 100 000 embert ölt meg vagy hurcolt rabságba, azonban tárgyalások után felhagytott Brassót ostromával.
Az Ötvösök bástyája és a szomszédos falszakaszok elkészültével a brassói városerőd elérte erejének és fejlődésének tetőpontját. Ettől az időponttól kezdve már nem építettek új erődítményeket, vagy erősítettek meg régieket, csak karbantartó munkálatokat végeztek. A várost 5–12 méter magas, legtöbb 2 méter vastag falak fogták közre, egyes szakaszokon két-három párhuzamos fallal és négy-öt sánccal. A városnak nyolc bástyája és négy erődített kapuja volt, melyeket a városi céhek védtek.
Az 1728-as tűzvész és az 1738-as és 1802-es földrengések megrongálták az Ötvösök bástyáját. A haditechnika fejlődése folytán hamarosan idejétmúlttá vált, állapota megromlott, a céh pedig 1871-ben pénzügyi okokból eladta a városnak. Egy ideig étterem működött benne, majd 1886-ban lebontották a környező falakkal együtt. 1888–1889-ben itt épült fel a Brassói Főreáliskola (később Ioan Meșotă líceum, ma az egyetem „T” épülete).

## Leírása
22 méter magas, szabálytalan ötszög alakú volt. A bástya külső falán kis kaliberű ágyúk számára kialakított lőrések voltak. Tíz prágai ágyúval és tizenhat szakállas puskával védték. Mögötte, a régi és új várfalak között volt az Ötvös-zwinger.
Az egyedüli bástya volt a városban, amelynek falát a város címere díszítette, a pontos építési évszám megjelölésével. A címer és az időpont mellett a két fő építtető, Christian Hirscher és Michael Goldschmidt városbírók neve is fel volt tüntetve, emellett pedig a következő szöveg: „Wenn der Herr nicht die Stadt behütet, so wachen die Wächter umsonst” (Ha az Úr nem védelmezi a várost, az őrök hiába őrködnek).